# Tatsuya Murata
Tatsuya Murata (født 8. august 1972) er en tidligere japansk fodboldspiller.
Han har spillet for flere forskellige klubber i sin karriere, herunder Consadole Sapporo og Vegalta Sendai.